# 4-HO-MET
4-HO-MET、(4-ヒドロキシ-N-メチル-N-エチルトリプタミン、または metocin, methylcybin, Colour)とは、あまり知られていない幻覚剤である。シロシンの構造的また機能的アナログであり、同様にMETの4-ヒドロキシのアナログである。4-HO-METはアレクサンダー・シュルギンが合成した。彼の著書 TiHKALでは、その用量は10-20mgである。4-HO-METはシロシンの作用のように、色、音、形に歪みを生じさせる。4-HO-METの薬理学的特性、代謝、毒性についてのデータはほとんどない。死亡は報告されていないが、150mgまでの服用が報告されている。これは有効量よりも一桁多い

## 作用
使用レポートでは、シロシンに似ており、散瞳、目を閉じたとき・開けた時の視覚、多幸感、時間の歪み、思考過程の変化が挙げられている。通常の知覚に近いシロシビンのような波状のパターンが生じ、また急速に高い効果となる。効果は4から6時間ほど続く。

## 法律

### スウェーデン
リクスダーゲンにより、2012年5月にスケジュールIに追加された。

### イギリス
4-HO-METは、トリプタミン・キャッチオール条項によりクラスA薬物である。